# Трансвычислительная задача
Трансвычисли́тельная зада́ча (англ. Transcomputational problem) — в теории сложности вычислений задача, для решения которой требуется обработка более чем 1093 бит информации. Число 1093, представляет собой общее число бит, обрабатываемых гипотетическим компьютером массой с Землю, работающим с максимально возможной скоростью («Предел Бремерманна»), за период времени, равный общему времени существования Земли. Термин «трансвычислительность» был предложен Бремерманном.

## Примеры трансвычислительных проблем

### Задача коммивояжёра
Задача коммивояжёра заключается в поиске пути обхода заданного списка городов, имеющего минимальную стоимость. Путь обхода должен посещать все города ровно по одному разу и возвращаться в исходный город. Если в списке n городов, то число возможных путей обхода равно n!. Поскольку 66! примерно равно 5,443449391×1092, а 67! ≈ 3,647111092×1094, задача проверки всех возможных путей становится трансвычислительной для n > 66.

### Тестирование интегральных схем
Полное тестирование всех комбинаций интегральной схемы с 308 входами и 1 выходом требует проверки 2308 комбинаций входных данных. Поскольку число 2308 является трансвычислительным, задача тестирования такой системы интегральных схем является трансвычислительной проблемой. Это означает, что отсутствует способ проверки схемы для всех входных данных методом грубой силы.

### Распознавание узоров
Рассмотрим массив размером q×q, представляющий узор, похожий на шахматную доску, в которой каждый квадрат может быть одного из k цветов. Общее число возможных узоров равно kn, где n = q2. Задача определения наилучшей классификации узоров по какому-либо выбранному критерию может быть решена перебором всех возможных цветовых узоров. Для 2 цветов такой поиск становится трансвычислительным при размере массива 18×18 и более. Для массива 10×10 задача становится трансвычислительной при числе цветов 9 и более .
Данная задача имеет отношение к изучению физиологии сетчатки. Сетчатка состоит примерно из миллиона светочувствительных клеток. Даже если у клетки имеется всего 2 возможных состояния, обработка состояния сетчатки в целом требует обработки более чем 10300 000 бит информации. Это намного превосходит предел Бремерманна.

### Проблема анализа систем
Система из n переменных, каждая из которых может принимать k возможных состояний, может иметь
kn возможных состояний. Анализ такой системы требует обработки как минимум kn бит информации. Задача становится трансвычислительной, если kn > 1093. Это происходит при следующих значениях k и n:
| k | 2   | 3   | 4   | 5   | 6   | 7   | 8   | 9  | 10 |
| n | 308 | 194 | 154 | 133 | 119 | 110 | 102 | 97 | 93 |

## Следствия
Существование реальных трансвычислительных задач имеет своим следствием ограниченность компьютеров как средств обработки данных. Простым наращиванием вычислительных мощностей не удастся решить проблемы, требующие обработки огромного числа возможных ситуаций.

## В научной фантастике
В книге Дугласа Адамса «Автостопом по Галактике» была решена трансвычислительная задача, отвечающая на «Главный вопрос жизни, вселенной и всего такого» (ответ, как известно, 42).